# John Constable
John Constable (East Bergholt, 11 giugno 1776 – Londra, 31 marzo 1837) è stato un pittore inglese, considerato insieme a William Turner uno dei massimi paesaggisti del Romanticismo.
Nato nel Suffolk, Constable è principalmente noto per i suoi dipinti ritraenti Dedham Vale, area di campagna collocata nelle immediate vicinanze del suo villaggio natio. Tra le sue opere più celebri si ricordano in particolare Il carro da fieno e La cattedrale di Salisbury vista dai terreni del vescovo.

## Biografia

### Fanciullezza e giovinezza
John Constable nacque l'11 giugno 1776 a East Bergholt, un villaggio nel Suffolk, figlio di Golding e Ann Watts Constable. Suo padre era un facoltoso mercante di cereali, proprietario di due mulini ad acqua, uno a Flaftford e l'altro a Dedham, lungo il corso del fiume Stour, e gestiva un'attività di trasporti con chiatte trainate da cavalli; essendo suo fratello maggiore mentalmente ritardato, John, come secondogenito, era destinato a divenire il naturale successore nell'azienda del padre. Dopo un breve periodo al collegio di Lavenham, proseguì gli studi a Dedham, per poi lasciare la scuola e iniziare a lavorare nell'impresa agricola paterna; ben presto, tuttavia, egli iniziò a palesare una sincera vocazione artistica, sollecitata anche dall'amicizia con John Dunthorne, pittore dilettante con il quale dipinse quadri en plein air.
Essendo cresciuto nella verde e tranquilla campagna inglese l'amore per la natura ed il paesaggio gli venne quasi naturale, tanto che nella gioventù Constable eseguì numerosi schizzi amatoriali degli scenari bucolici del Suffolk e dell'Essex. Egli stesso avrebbe poi esclamato: «sono queste scene ad avermi reso pittore, e ne sono grato!», riconoscendo il suo amore incondizionato per «il suono dell'acqua che sfugge alle dighe dei mulini, i salici, le vecchie assi fradicie, i luoghi paludosi e le costruzioni in mattoni». Nel 1795 strinse amicizia con Sir George Beaumont, un influente collezionista con un gusto contagioso per la pittura che lo incoraggiò a coltivare la propria ispirazione: fu proprio il sodalizio con Beaumont, e l'amore per il paesaggio, a persuadere Constable ad abbracciare definitivamente gli studi pittorici.
Il padre fu piuttosto deluso di non poter contare su John per la conduzione dei mulini (al loro esercizio alla fine subentrò Abram, il fratello minore); ciò malgrado, non ne ostacolò la vocazione pittorica, bensì accettò di tutelarlo durante gli anni di studio a Londra con dei generosi aiuti finanziari. La prima formazione pittorica di Constable avvenne sotto la guida di John Thomas Smith, artista stravagante e coinvolto in diverse disavventure giudiziarie: egli, tuttavia, si rivelò ugualmente in grado di trasmettergli i primi rudimenti del mestiere, con i quali Constable riuscì ad essere ammesso nella Royal Academy nel 1799. In questi anni formativi si esercitò a lungo sui grandi maestri, mostrandosi assai sensibile all'opera di Thomas Gainsborough, il suo primo modello, ma anche ai paesaggi classicisti di Poussin, Lorrain, Rubens, Rembrandt e Jacob van Ruisdael. I frutti di tanto arricchimento non poterono tardare: nel 1802, ritornato nel Suffolk, Constable iniziò a dipingere le prime opere di indiscusso valore. Sono i bozzetti a olio, eseguiti all'aperto, ritraenti le rive dello Stour e le campagne di Dedham, i luoghi dove trascorse la fanciullezza e che rimasero per tutta la sua carriera pittorica i suoi soggetti preferiti.

### Maturità

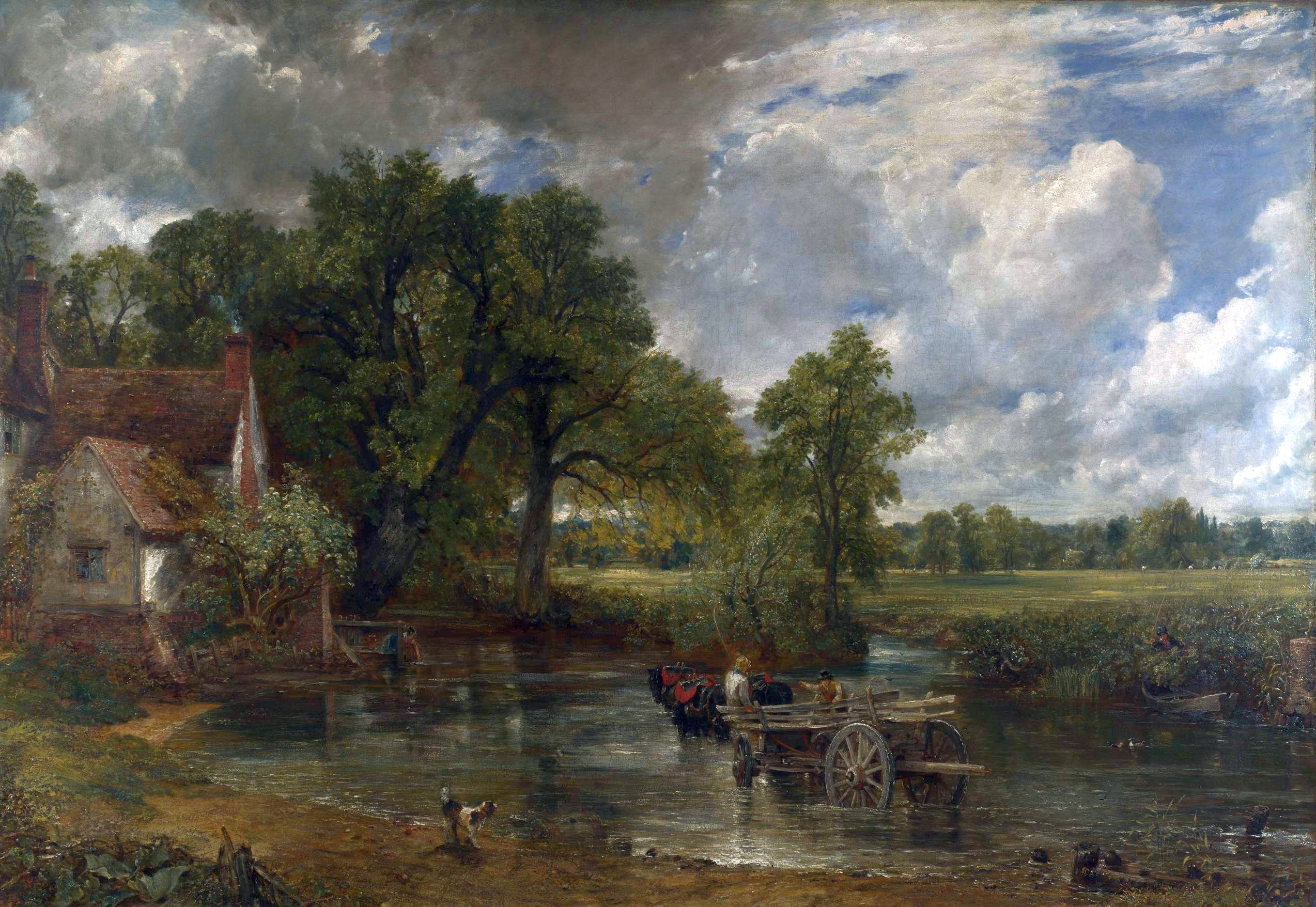
John Constable, Il carro di fieno (1821); olio su tela, 130,2×185,4 cm, National Gallery, Londra

Nel 1809 Constable si invaghì perdutamente di una delle sue amiche di gioventù, Maria Elizabeth Bicknell: la simpatia si trasformò ben presto in intimità, anche se la relazione fu apertamente contrastata dai genitori di lei, che disprezzavano Constable a causa delle sue ristrettezze economiche e del suo scarso prestigio sociale. Fu solo nell'ottobre 1816 - con la morte dei genitori dell'artista e la riscossione dell'eredità - che i due poterono celebrare le nozze, che si riveleranno molto felici e saranno coronate anche dalla nascita di sette figli.
La situazione economica di Constable, tuttavia, non si consolidò affatto: egli, infatti, non riusciva a vendere i suoi dipinti, e per guadagnarsi da vivere si dedicò anche alla ritrattistica e alla pittura religiosa, generi che però egli guardò sempre con disprezzo. Fu nel 1819 che il pittore consacrò la propria affermazione professionale con l'associazione alla Royal Academy e la vendita del suo primo quadro importante, The White Horse, primo di una lunga serie di six footers, ovvero di ambiziosi dipinti a larga scala eseguiti con l'intento di avere un grande impatto sul pubblico.
Negli anni 1820 Constable lavorò instancabilmente. Nel 1821 espose alla Royal Academy Il carro da fieno, un olio su tela raffigurante uno scenario di campagna quieto e idilliaco, in cui l'uomo, gli animali, la natura e gli elementi artificiali convivono in una serena armonia: pur non incontrando il favore degli ambienti accademici, l'opera riscosse uno sfolgorante successo, sancito dagli entusiastici apprezzamenti di Théodore Géricault e dei pittori di Barbizon e dalla vincita della medaglia d'oro al Salon di Parigi, dove fu esposta nel 1824. A questo dipinto Constable fece seguire il Cavallo al salto, il Campo di grano e altre pitture che non fecero che consolidare la sua notorietà europea.
A partire dal 1827, tuttavia, i successi del Constable furono intermittenti. La Bicknell, infatti, iniziò ad avvertire i primi sintomi della tubercolosi: Constable, pertanto, decise di trasferirsi con la famiglia prima a Hampstead e poi a Brighton, con la speranza che il clima più mite e salubre potesse giovare alla salute della moglie. In queste due località egli ebbe l'opportunità di eseguire numerosi studi di cieli e ariose composizioni paesistiche e marine: la salute della Bicknell, tuttavia, non migliorò affatto nonostante le amorevoli cure del marito. La settima gravidanza fiaccò definitivamente la sua salute, ed ella morì il 23 novembre 1828, lasciando Constable nella disperazione più cupa. Questo, infatti, fu un colpo dal quale non si sarebbe mai più ripreso e che avrebbe avuto conseguenze anche sul piano salutare e fisico: neanche la nomina a membro effettivo della Royal Academy del 1829 riuscì a sollevarlo dalla sua profonda prostrazione.
Ciò malgrado, egli continuò a lavorare alacremente, eseguendo una serie di dipinti destinati a rimanere celebri, quali il Castello di Hadleigh (1831), La cattedrale di Salisbury vista dai prati (1831), L'apertura del ponte di Waterloo (1832), e Il podere nella valle (1835). John Constable, infine, si spense la notte del 31 marzo 1837 a Londra, stroncato da un infarto: sinceramente pianto dai suoi contemporanei, fu sepolto nella stessa tomba dell'amata Maria al cimitero di Hampstead

## Stile

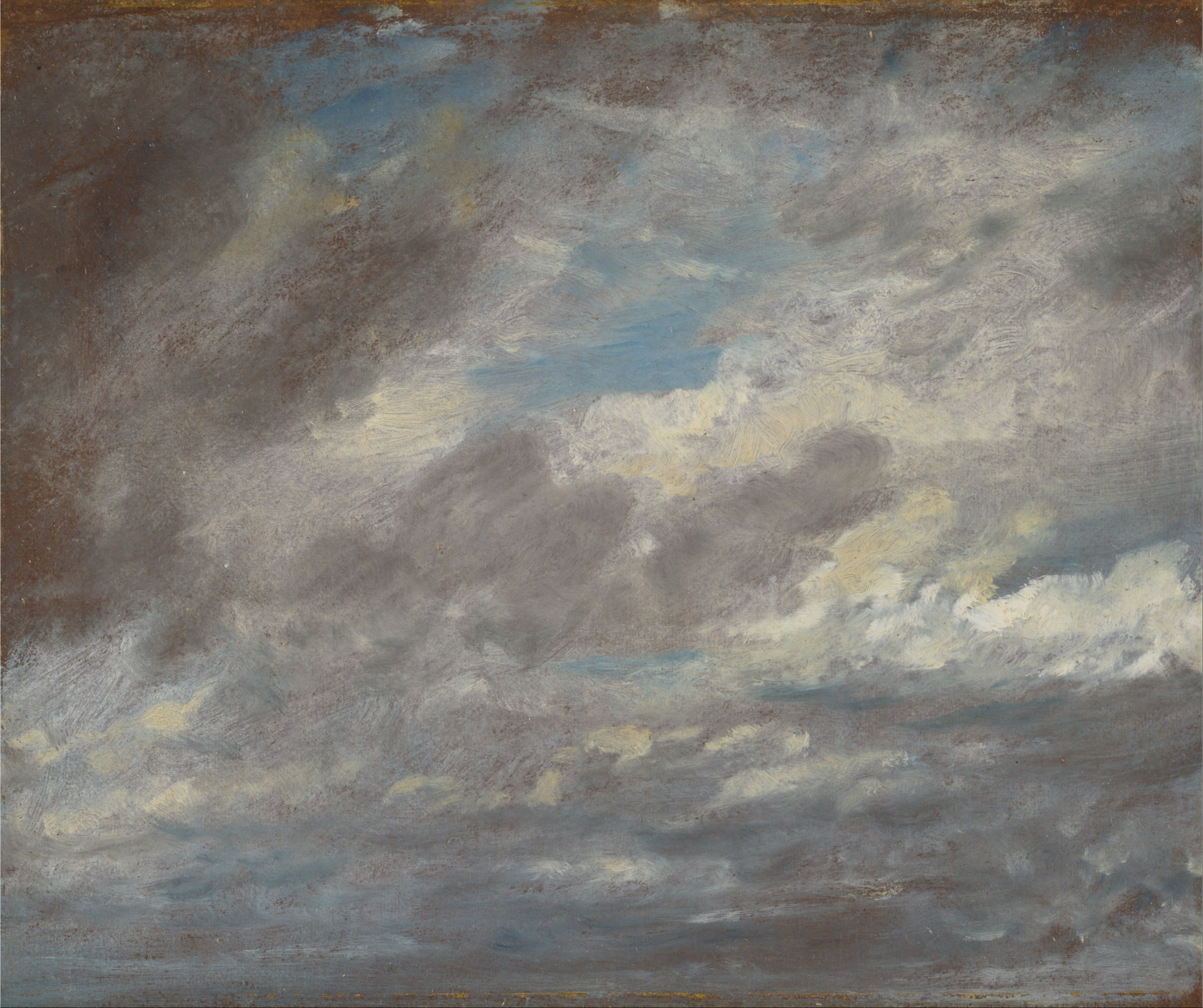
John Constable, Studio di nuvole (circa 1821), Yale Center for British Art

John Constable è considerato, insieme a William Turner, uno dei massimi esponenti del paesaggismo inglese. Pur essendo debitore della precedente tradizione paesaggistica, Constable rivelò un sentimento nuovo, ripudiando i paesaggi ideali o immaginari e assumendo come soggetto gli scenari bucolici e idilliaci offerti dalle sue terre natie. La produzione artistica di Constable, incentrata quasi totalmente sul tema del paesaggio, è infatti animata da cieli sconfinati, nuvole in moto, alberi frondosi, mulini scroscianti d’acqua e altri elementi correlati alla sfera della natura.
Constable era fortemente convinto della natura scientifica della pittura. Ciò si può evincere da alcune lettere che scrisse il pittore e che vennero pubblicate all'interno di un libro intitolato John Constable's Discourses di R. B. Beckett. In una delle sue lettere scrisse "la pittura è una scienza, dovrebbe essere coltivata come se fosse un'indagine sulle leggi della natura". Constable è un artista che di fronte al soggetto da rappresentare si pone con la curiosità di uno scienziato, considerando la natura il campo della sua sperimentazione. Egli assimila la pittura ad una ricerca scientifica sulle leggi della natura, nella quale i quadri risultano essere nient'altro che esperimenti.
I paesaggi da lui rappresentati, che sono quelli della sua infanzia, vengono indagati e perlustrati in ogni più insignificante particolare. Ciò che caratterizza la sua pittura è proprio la capacità di indagare gli elementi visivi che formano il paesaggio. Questo suo approccio scientifico nei confronti della natura e della pittura, risulterà essere fondamentale per i suoi studi sulle nuvole.
La natura, in realtà, era un soggetto assai caro agli artisti dell'Ottocento: Caspar David Friedrich, per esempio, si interessava a scoprire il lato mistico, simbolico, visionario della natura e a trovarvi la potenza imperiosa che spaventa e atterrisce l'uomo. Constable, invece, si accostò alla natura con animo diverso, preoccupandosi piuttosto di scoprirvi angoli piacevoli ed accoglienti, in cui gli elementi naturali e quelli artificiali coesistono armonicamente, confrontandosi in un sereno equilibrio. Questi quadri, pur essendo assai distanti dalla poetica del sublime di Friedrich, erano resi con grandissima intensità lirica, tanto che Constable si può considerare a pieno diritto un pittore romantico.
Tra gli elementi naturali prediletti da Constable vi era il cielo, tema al quale dedicò centinaia di tele. Nel 1803, Constable intraprese un viaggio per mare da Londra a Deal a bordo di una nave da commercio con le Indie Orientali. Fu proprio in questo periodo che Constable cominciò ad effettuare i vari studi sul cielo e sugli effetti delle nuvole. Queste ultime sono elementi costitutivi del paesaggio britannico e si presentano in forme infinite e con innumerevoli variazioni cromatiche e luministiche: soffermandosi su queste qualità, Constable fu in grado di dare vita ai suoi banchi di nuvole, rendendoli interpreti di una Natura che poteva essere al contempo dolcissima madre e terribile matrigna, in pieno accordo con la sensibilità romantica.
Per avere una precisa documentazione dell'aspetto del cielo e delle molteplici condizioni atmosferiche, decise di registrare in appunti o direttamente dietro gli schizzi le varie osservazioni dei fenomeni. Per una maggiore conoscenza degli effetti atmosferici, effettuava un costante studio dello stesso soggetto in diverse stagioni e parti del giorno. Egli sapeva cogliere eloquenti istanti atmosferici, dipingendo con la medesima abilità nubi bianche e leggere illuminate dal Sole e cieli plumbei carichi di atroci presagi temporaleschi. In merito ai suoi studi di nuvole Constable si espresse
Constable non fu il solo ad eseguire studi di nuvole: infatti nello stesso periodo anche Turner si cimentò negli abbozzi di cielo, precisamente a Valenciennes, in Francia. Ciò che contraddistingue Constable è che fu il solo ad aggiungere la data, l'ora, la direzione e la forza del vento nel retro degli schizzi. La luce che prediligeva era quella di mezzogiorno, con il sole abbastanza alto da rimanere fuori dalla tela, e con nubi sparse per esercitarsi nelle luci e nelle ombre. Prediligeva, inoltre, la terra bagnata, che permetteva di poter creare effetti di luce vibrante e scintillante. 
Dal punto di vista tecnico, Constable applicava il colore direttamente sulla tela con pennellate veloci e intense, senza affidarsi, quindi, ad un disegno compositivo, modellando vigorosamente i volumi e i colori così da dare vita a un forte contrasto tra la vivacità della luce e le ombre, da lui definito «chiaroscuro naturale». Egli attribuì molta importanza al chiaroscuro della natura. Constable cercava prevalentemente la luce naturale, ombreggiata dalle nubi o riflessa dall'acqua.
Il chiaroscuro è sempre presente in ogni suo lavoro, in quanto rappresenta una delle sue peculiarità fondamentali. Fu lo stesso Constable a dichiarare l'importanza di questa tecnica, come si evince da alcune delle lettere che sono pervenute oggi grazie a Charles Robert Leslie, amico intimo dell'artista, che decise di pubblicare nel libro Memoirs of the life of John Constable, considerata la prima vera e propria biografia dell'artista. In particolar modo in una lettera scrisse allo stesso Leslie "sono sempre stato convinto che i miei dipinti avrebbero dovuto avere il chiaroscuro", facendo intuire l'importanza di questa tecnica. Per Constable, quindi, l'effetto del chiaroscuro era da ottenere ad ogni costo al fine di rendere più reale l'avvolgimento atmosferico.
Il naturalismo di Constable era anche comprendere appieno le leggi e le dinamiche che governavano la natura. Constable aboliva l'idea della pittura di paesaggio come una mera imitazione della natura, in quanto lo scopo dell'artista era quello di tendere a scoprire lo spirito della natura stessa, andando al di là del suo aspetto esteriore. Penetrare nei meandri di essa, in tutto ciò che si trova sotto la sua superficie, voleva significare entrare in contatto con la natura, comprenderla in tutta la sua straordinarietà e rendersi partecipe dello slancio creativo. Solo in questo modo si poteva andare oltre la semplice imitazione, arrivando a creare come la natura stessa. Nei suoi dipinti, quindi, non vi è tanto la contemplazione, quanto l'adesione e l'identificazione dell'artista nel paesaggio naturale.

## Opere
- Barca in costruzione (1815);

John Constable, La cattedrale di Salisbury vista dai terreni del vescovo, 1823; olio su tela, 87,6 × 111,8 cm, Victoria and Albert Museum, Londra

- Baia di Weymouth: Bowleaze Cove e Jordon Hill (1816-17);
- Il mulino di Flatford (1816);
- La cattedrale di Salisbury e la Leadenhall visti dal fiume Avon (1820);
- Dedham Lock (1820);
- Il carro da fieno (The Hay Wain, 1821);
- Il campo di grano (The Cornfield, 1826);
- Chain Pier, Brighton (1827);
- La cattedrale di Salisbury vista dai campi (Salisbury Cathedral from the Meadows, 1829);
- Il cenotafio (Cenotaph to the Memory of Sir Joshua Reynolds, 1836);
- Dedham Vale, (1828);
- La Cattedrale di Salisbury, (Salisbury Cathedral, 1825);
- La cattedrale di Salisbury vista dai terreni del vescovo (Salisbury cathedral from the Bishop's Grounds, 1823);
- Brighton Beach con Colliers (1824);
- Costruzione di una barca a Flatford Mill (Bootsbau in Flatford, 1815).
- Studio di nuvole a Hampstead (1821)